# جائزة التشيك الكبرى للدراجات النارية 1994
جائزة التشيك الكبرى للدراجات النارية 1994 هو سباق دراجات نارية أقيم بتاريخ 21 أغسطس 1994 في حلبة برنو. كان الجولة الحادية عشر من أصل 14 في سباق الجائزة الكبرى للدراجات النارية موسم 1994. فاز ميك دوهان بفئة الموتو جي بي بينما جاء شينيتشي إيتو في المركز الثاني وحصل على المركز الثالث لوكا كادالورا.

## وصلات خارجية
- الموقع الرسمي